# Ministerio de Educación Superior (Cuba)
El Ministerio de Educación Superior (MES), es el organismo encargado de la administración y regulación de todos los centros de educación superior (universitaria) de Cuba. Fue fundado en julio de 1976, en el marco de la reorganización del estado socialista cubano y como parte de la ampliación y diversificación del los centros de educación superior en todo el país.
Cuba cuenta con un amplio sistema educativo estatal. En el ámbito de la educación superior, el país posee 50 centros universitarios, distribuidos por todo el país.

## Ministros de Educación Superior (1976-actualidad)
- Fernando Vecino Alegret[1] (1976-2005)
- Juan Vela Valdés[1] (2005-2009)
- Miguel Mario Díaz-Canel Bermúdez[1] (2009-2012) Promovido a Vicepresidente.
- Rodolfo Alarcón Ortiz[1] (2012-2016)
- José Ramón Saborido Loidi[1] (2016-2023)
- Walter Baluja García (2023-actualidad)